# James Kwame Bebaako Mensah
James Kwame Bebaako Mensah (* 11. November 1941 in Kete Krachi) ist ein ghanaischer Diplomat.

## Werdegang
Mensah erhielt 1965 das Diplom Politikwissenschaft der Universität von Ghana. Ein Jahr später erlangte er das Diplom der öffentlichen Verwaltung des Ghana Institute of Management and Public Administration. Das Zertifikat des Managements im Öffentlichen Dienst der Stabsschule der Streitkräfte Ghanas in Teshie wurde 1991 verliehen. Als Verwaltungsbeamter wurde er von 1966 bis 1967 für den Bezirk Cape Coast zuständig. Verwaltungsleiter des District of Winneba wurde 1967, welchen er bis 1972 leitete. Im Anschluss war er wieder Verwaltungsbeamter, diesmal im Bezirk Keta. Im Ministerium für Verkehr wurde er ab 1974 bis 1978 beschäftigt. Als Hauptsekretär im Ministerium für Kommunalverwaltung und Sozialwirtschaft wurde er von 1978 bis 1980 eingesetzt. Beamter der Regionalverwaltung des Norden war er von 1987 bis 1991, im Anschluss wechselte er bis 1993 in die Regionalverwaltung in Volta. Im Ministerium für Handel und Industrie war er von 1991 bis 1993 Abteilungsleiter, bis 1997 war er Abteilungsleiter im Ministerium für Arbeit und Soziales. 1997 stieg er zum Büroleiter des Präsidenten der Republik Ghana auf, welchen er bis 2001 ausübte.
2009 wurde er Sekretär des Präsidenten der Republik. Seit dem 20. Dezember 2013 ist er der erste ghanaische Botschafter beim Heiligen Stuhl mit Wohnsitz in Rom.
James Bebaako Mansah ist verheiratet und hat fünf Kinder.